# Кизилой – Бухара-Урал
Кизилой – Бухара-Урал – газопровід на заході Казахстану. 
В 2007 та 2010 роках компанія Tethys почала розробку розташованих на півдні Актюбінської області дрібних газових родовищ Кизилой та Аккулка. Для видачі їх продукції спорудили трубопровід довжиною 56 км з діаметром 325 мм, який під’єднаний до 910-го кілометру газопровідної системи Бухара – Урал. Наразі використання останньої у проектному режимі припинилось, проте дещо північніше від точки врізки, на 932-му кілометрі, знаходиться компресорна станція Бозой, через яку в середині 2010-х пройшов трансказахський газопровід Бейнеу – Шимкент. Перед точкою врізки на 910-му кілометрів розташована дожимна компресорна станція, яка піднімає тиск до 5,4 МПа. 
Станом на 2015 рік добовий видобуток з Кизилой та Аккулка становив 0,4 млн м3, а залишкові запаси цих родовищ на кінець року оцінювались у 2,2 млрд м3.